# Nedre Grantjärnen
Nedre Grantjärnen är en sjö i Arvidsjaurs kommun i Lappland och ingår i Skellefteälvens huvudavrinningsområde.